# Circondario di Weißenfels
Il circondario di Weißenfels (in tedesco Landkreis Weißenfels) era un circondario della Sassonia-Anhalt di 41.604 abitanti, che aveva come capoluogo Weißenfels.
Già circondario durante la DDR, venne mantenuto tale (sebbene con un allargamento dei confini) anche dopo l'unificazione. Il 1º luglio 1994 ha subito un ampliamento territoriale, raccogliendo la quasi totalità del territorio del circondario di Hohenmölsen. Il 1º luglio 2007 è stato poi accorpato al vecchio circondario del Burgenlandkreis, a formare il nuovo circondario sempre denominato Burgenlandkreis.

## Città e comuni
(Abitanti al 31 dicembre 2006)
| Città 1. Weißenfels (29.669) | Comuni |